# Grenade assourdissante

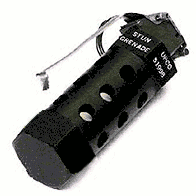
Une grenade assourdissante M84.

Une grenade assourdissante (stun grenade ou flashbang en anglais) est une grenade défensive utilisée par les forces de l'ordre dans certains pays pour repousser les manifestants.
Son utilisation est généralement régie par des règles précises car elles peuvent blesser très gravement. Elle ne doit pas être confondue avec la grenade de désencerclement, qui projette en plus des galets en caoutchouc.

## Description
Une grenade assourdissante est conçue pour produire un bruit important et un flash de lumière sans causer de blessures permanentes.
Au Canada, la législation permet de l'utiliser en cas de danger. Elles doivent être envoyées en l'air, pour exploser dans le ciel et ainsi disperser la foule sans risquer de blesser les manifestants.

## Utilisations non conformes
Dans divers événements cependant, notamment en France et au Canada, les forces de l'ordre l'ont utilisé en direction des manifestants, provoquant des lésions graves et la pénétration d'éclats des grenades dans la chair ou des organes des manifestants :
- En mars 2012, à Montréal, au Canada, lors d'une charge de police sur des manifestants étudiants qui bloquaient le siège social de Loto-Québec, Francis Grenier, un manifestant a été blessé gravement à l'œil droit[1] ;
- En août 2012, dans le Cotentin, en France, divers manifestants pacifiques s'opposant aux lignes à très haute tension « Cotentin-Maine » devant être reliées à la centrale nucléaire de Flamanville, ont été blessés de plusieurs éclats de grenades assourdissantes, notamment au bas ventre. Certains ont dû être emmenés d'urgence à l'hôpital[2],[3] ;
- En novembre 2012, à Notre-Dame-des-Landes, lors des manifestations d'opposition à la construction de l'aéroport du Grand Ouest, plusieurs personnes ont été blessées au bas-ventre, ont reçu des éclats aux jambes, un autre a été atteint de surdité brutale avec blessure visible au tympan.
- En août 2017, lors des manifestations contre le projet de centre de stockage de déchets radioactifs à Bure (projet Cigéo), un manifestant est gravement blessé au pied lors de plusieurs jets de grenades assourdissantes[4].